# AAA (чипсет)
AAA (Advanced Amiga Architecture) — чипсет, разрабатывавшийся корпорацией Commodore для следующего поколения Amiga. Обсуждение проекта было начато ещё в 1988 году и, после множества дискуссий и изменений, первые рабочие образцы были получены в 1992—1993 годах.
Если бы ПК на чипсете AAA были запущены в производство к 1994 году (как было намечено), новые Amiga имели бы следующие возможности:
- 32-битная шина данных;
- Новый аудиочип Mary, обеспечивающий 8-канальный 16-битный стереозвук CDDA-качества;
- Поддержка до 4-х дисководов 2,88" и аппаратный DMA-канал для CD-привода;
- Новый чип блиттера Andrea, поддерживающий как битплановые, так и чанковые видеорежимы;
- Чанковый видеорежим, управляемый отдельным RISC-процессором Monica;
- Новый чип Linda, позволяющий иметь в любом видеорежиме разрешения до 1280×1024.

Всего было изготовлено 3 опытных образца Nyx на чипсете AAA, которые демонстрировались на ведущих выставках достижений информационных технологий незадолго до банкротства Commodore. Демонстрируемый Commodore чипсет AAA работал, но некоторые его части (такие, как планировщик прерываний) ещё отсутствовали, а часть функций не проверялась.
Корпорация Commodore обанкротилась раньше, чем удалось получить материнскую плату нового ПК и закончить бета-тестирование нового чипсета. Полнофункциональные чипы AAA никогда не запускались в производство, несмотря на долгие спекулятивные обсуждения в отраслевой прессе. Многочисленные планы ведущих ИТ-компаний всегда опирались на то, что покупка активов обанкротившейся Commodore — это спасение невероятной прибыли, для получения которой необходимо возродить производство конкурентоспособных ПК Amiga. Получение же чипсета AAA (опережающего индустрию на добрый десяток лет), так необходимого для такого производства, оставалось камнем преткновения. И чем дальше, тем более важным.
Чипсет AAA был тесно увязан с Amiga. Поэтому, хотя технологии, использованные в нём (как и само понятие чипсета), были распространены на другие платформы, подстегнули развитие вычислительной техники, он не мог тем не менее быть заимствован целиком. Можно сказать, что сокращённый штат инженеров использовал идеи, выработанные при работе в Commodore, на своих новых позициях и дал новый старт недавним конкурентам Commodore.